# Печуро, Сусанна Соломоновна
Сусанна Соломоновна Печуро (22 июля 1933, Москва — 1 января 2014, там же) — советская диссидентка, политзаключённая, историк.

## Биография
В 1950 году, ещё школьницей, стала участницей подпольной молодёжной организации «Союз борьбы за дело революции» (СДР), сформированной несколькими 16-17-летними юношами, познакомившимися в литературном кружке Московского дома пионеров. Союз ставил перед собой задачу возвращения к ленинским принципам организации общества и государства, извращённым, по мнению молодых людей, бонапартистским режимом Сталина, в своей программе члены организации опирались, в том числе на работы Троцкого, вели споры о допустимости индивидуального террора, на этой почве в организации произошел раскол и часть членов объявила о своём выходе. Для печати листовок члены организации собрали гектограф.
18 января 1951 года была арестована вместе с другими членами организации. В письме недовольного ходом следствия полковника МГБ Рюмина, отправленном позднее на имя Сталина, Союз борьбы за дело революции был обозначен как молодёжная еврейская террористическая организация. Это привело к ужесточению оценок следствия и судебных приговоров. 13 февраля 1952 года Военной Коллегией Верховного Суда СССР приговорена к 25 годам лагерей по обвинению в измене родине и подготовке убийства Георгия Маленкова, статьи 58-1а, 58-8, 58-10, 58-11 УК РСФСР. Трое лидеров организации, Борис Слуцкий, 1932 г. р., Владлен Фурман, 1932 г. р., и Евгений Гуревич, 1931 г. р., были расстреляны. Отбывала наказание в различных лагерях ГУЛага (в том числе в Инте, Абези, Потьме). Во время заключения в лагерях приобрела I группу инвалидности. В 1954 году Рюмин был осуждён за фальсификацию материалов ряда дел. В 1956 году дело группы было пересмотрено, срок наказания снижен до 5 лет, Печуро вышла на свободу. Сдав экзамены на исторический факультет МГУ, не была в него зачислена и окончила Московский историко-архивный институт. Обучаясь на третьем курсе, вышла замуж за аспиранта мехмата МГУ Аркадия Львовича Онищика, впоследствии ставшего диссидентом.
В Историко-архивном институте занималась изучением репрессий времён Ивана Грозного. Публиковалась в Трудах МГИАИ. Дипломную работу защитила в 1961 году под руководством А. А. Зимина по теме «Разрядные книги как источник по истории земщины Ивана Грозного». Работала в Архиве древних актов, в Институте Африки.
Реабилитирована была только 18 июля 1989 г. пленумом Верховного Суда СССР. Многолетний член общества «Мемориал». 
Умерла в Москве 1 января 2014 года. Похоронена на Николо-Архангельском кладбище.